# Campyloneurum wacketii
Campyloneurum wacketii är en stensöteväxtart som beskrevs av David Bruce Lellinger. Campyloneurum wacketii ingår i släktet Campyloneurum och familjen Polypodiaceae. Inga underarter finns listade.